# Presa de Pocinho
La presa de Pocinho está localizada junto a la aldea de Pocinho perteneciente al municipio de Vila Nova de Foz Côa situada al norte del distrito de Guarda, Portugal.
El aprovechamiento hidroeléctrico de Pocinho es propiedad de Energías de Portugal y está situado en la zona del río Duero delimitada por las confluencias de los ríos Coa y Sabor.
Su embalse, con una cota máxima de retención normal de 125,50 m, se extiende a lo largo de 40 km y tiene una capacidad total de 83 070 000 m³, siendo apenas de 12 240 000 m³ el volumen utilizable útil. Este aprovechamiento, el más importante del tramo portugués del Duero, entró en servicio en marzo de 1983, siendo el cuarto en ser realizado en dicho tramo.
La presa de Pocinho está constituida esencialmente por una central, construida junto a la margen izquierda, un aliviadero donde se integra una escalera de peces, de tipo Borland, y una esclusa del canal de navegación del Duero, con una longitud de cerca de 90 m y un ancho de 12,1 m. 
La presa es de hormigón, de tipo gravedad, aligerada por medio de una gran galería en la base. El aliviadero principal, equipado con 4 compuertas segmento, está diseñado para un vertido máximo de 15 000 m³/s. El aprovechamento dispone de un aliviadero auxiliar instalado en el muro central, con una capacidad de descarga de 310 m³/s. Uma de las compuertas del aliviadero principal está equipada con un volet, dimensionado para un caudal de 70 m³/s. La central, con una nave principal de dimensiones 84x21x31 m, está situada en la margen izquierdo.